# Округ Лафејет (Арканзас)
Округ Лафејет (енгл. Lafayette County) је округ у америчкој савезној држави Арканзас. По попису из 2010. године број становника је 7.645. Седиште округа је град Lewisville.

## Демографија
Према попису становништва из 2010. у округу је живело 7.645 становника, што је 914 (10,7%) становника мање него 2000. године.
| Група             | 2000.         | 2010.         |
| Белци             | 5.262 (61,5%) | 4.583 (59,9%) |
| Афроамериканци    | 3.123 (36,5%) | 2.845 (37,2%) |
| Азијати           | 19 (0,2%)     | 26 (0,3%)     |
| Хиспаноамериканци | 88 (1,0%)     | 131 (1,7%)    |
| Укупно            | 8.559         | 7.645         |